# 2008 у Тернополі
| Роки в Тернополі: ← · 2000 · 2001 · 2002 · 2003 · 2004 · 2005 · 2006 · 2007 · 2008 · 2009 · 2010 · 2011 · 2012 · 2013 · 2014 · 2015 · 2016 · 2017 · 2018 · 2019 · 2020 · 2021 · 2022 · 2023 · 2024 Див. також: XIX століття · XX століття |

## Річниці

### Річниці заснування, утворення
- березень — 460 років із часу утворення Тернопільського ставу (1548).

## Події
- 28 серпня — на Співочому полі на День міста Тернополя вручено перші відзнаки Тернопільської міської ради.

## З'явилися

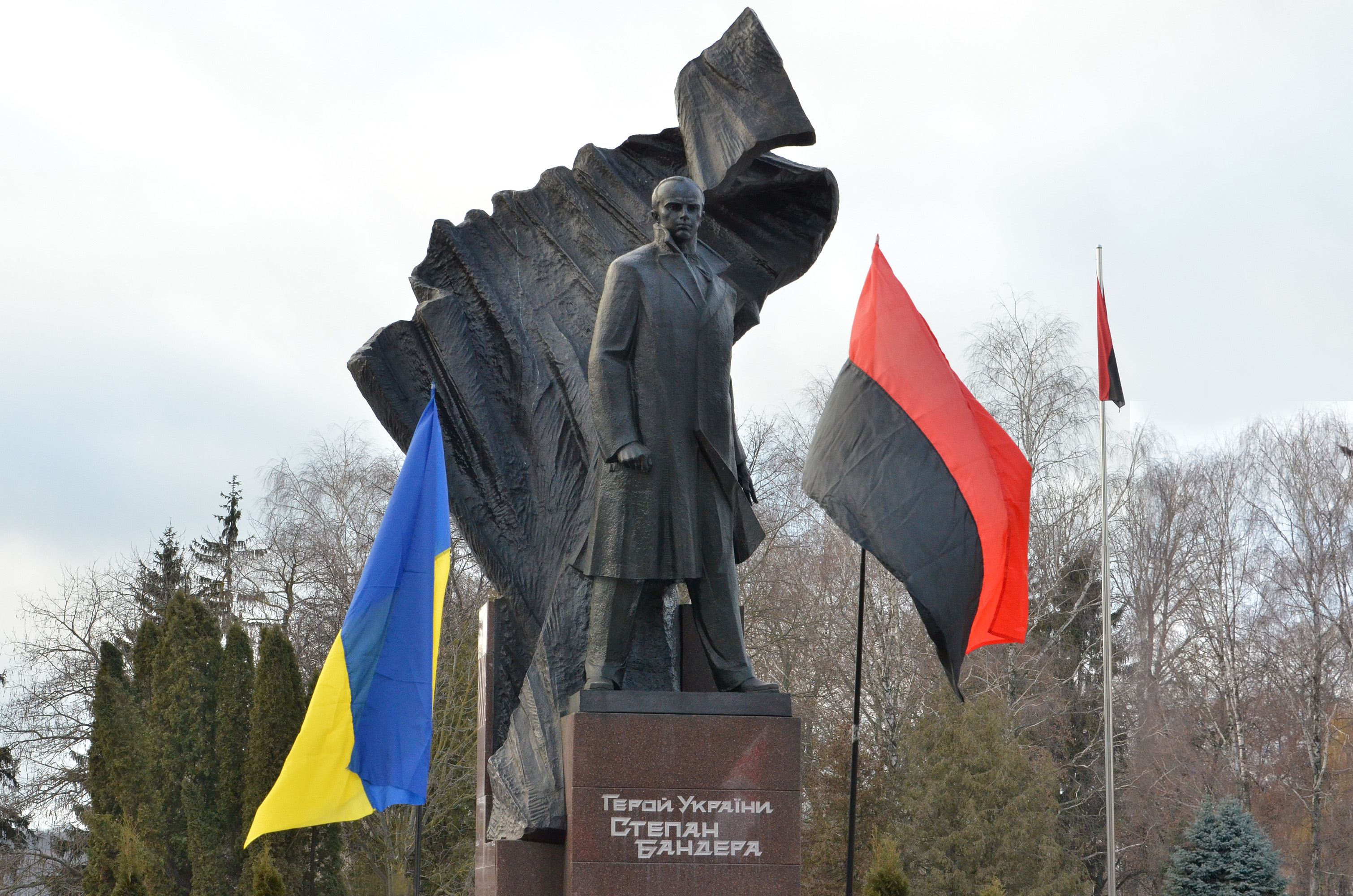
Пам'ятник Степанові Бандері

- команда КВК та Ліги сміху «V.I.P.».
- 1 січня — Факультет економіки і підприємницької діяльності ТНТУ імені Івана Пулюя (існував до 2016).
- 8 листопада — посвячено церкву святого апостола і євангеліста Івана Богослова УГКЦ на проспекті Злуки.
- 7 грудня — посвячено першу в новітній історії міста дерев'яну  церкву Зарваницької Божої Матері УГКЦ в Старому парку.
- 26 грудня — у парку імені Тараса Шевченка навпроти будинку Тернопільської обласної державної адміністрації та Тернопільської обласної ради урочисто відкрито пам'ятник Степанові Бандері, автор скульптури — Роман Вільгушинський.

## Видання
- від березня виходить журнал «Літературний Тернопіль», що став продовженням журналу «Тернопіль».

## Особи

### Призначено, звільнено
- Володимир Андріїшин стає головним редактором газети «Тернопіль вечірній».